# Championnat d'Espagne masculin de handball de deuxième division
Le Championnat d'Espagne masculin de handball de deuxième division, officiellement División de Honor B puis División de Honor Plata à partir de 2008, est la compétition nationale de division 2 des clubs masculins de handball en Espagne. Elle est organisée par la Fédération royale espagnole de handball depuis 1994.

## Palmarès
| Saison                    | Champion                  | Promu(s)                                            |
| Primera División Nacional | Primera División Nacional | Primera División Nacional                           |
| ------------------------- | ------------------------- | --------------------------------------------------- |
| 1989-90                   | ?                         | 2 : CB Puerto Cruz et Tenerife 3 de Mayo            |
| 1990-91                   | ?                         | 2 : BM Guadalajara (es) et Sdad. Conquense          |
| 1991-92                   | ?                         | 2 : CB Naranco et Caserío Vigón                     |
| 1992-93                   | ?                         | 2 : BM Guadalajara (es) et SD Octavio Vigo          |
| 1993-94                   | Ademar León               | 2 : Ademar León et CB Huétor Tájar                  |
| División de Honor B       |                           |                                                     |
| 1994-95                   | Balonmano Barakaldo       | 2 : Balonmano Barakaldo et SDC San Antonio          |
| 1995-96                   | BM Chapela                | 2 : BM Chapela et CB Pozoblanco                     |
| 1996-97                   | Oviedo Naranco            | 1 : Oviedo Naranco                                  |
| 1997-98                   | Balonmano Barakaldo       | 1 : Balonmano Barakaldo                             |
| 1998-99                   | BM Valencia               | 2 : BM Valencia et Stadium Casablanca               |
| 1999-00                   | BM Altea                  | 2 : BM Altea et SD Octavio                          |
| 2000-01                   | Balonmano Barakaldo       | 3 : Balonmano Barakaldo, SD Teucro et Almería       |
| 2001-02                   | BM Alcobendas             | 2 : BM Alcobendas et CB Torrevieja                  |
| 2002-03                   | SD Octavio                | 2 : SD Octavio et JD Arrate                         |
| 2003-04                   | BM Alcobendas             | 2 : BM Alcobendas et CB Torrevieja                  |
| 2004-05                   | Algeciras Balonmano       | 2 : Algeciras Balonmano et BM Aragón                |
| 2005-06                   | BM Antequera              | 2 : BM Antequera et CB Ciudad de Logroño            |
| 2006-07                   | SD Octavio                | 2 : SD Octavio et SD Teucro                         |
| 2007-08                   | BM Alcobendas             | 2 : BM Alcobendas et BM Ciudad Encantada            |
| División de Honor Plata   |                           |                                                     |
| 2008-09                   | Toledo BM                 | 2 : Toledo BM et CB Cangas                          |
| 2009-10                   | Puerto Sagunto            | 2 : CB Puerto Sagunto et ADC Guadalajara            |
| 2010-11                   | SD Octavio                | 2 : SD Octavio et SCDR Anaitasuna                   |
| 2011-12                   | FC Barcelone B            | 3 : Palma del Río, BM Cangas et Villa de Aranda     |
| 2012-13                   | FC Barcelone B            | 3 : Gijón Jovellanos, BM Puente Genil et CD Bidasoa |
| 2013-14                   | FC Barcelone B            | 2 : Zamora et Benidorm                              |
| 2014-15                   | SD Teucro                 | 2 : SD Teucro et BM Sinfín                          |
| 2015-16                   | BM Atlético Valladolid    | 2 : BM Atlético Valladolid et Bidasoa Irun          |
| 2016-17                   | SD Teucro                 | 2 : SD Teucro et BM Zamora                          |
| 2017-18                   | BM Alcobendas             | 2 : BM Alcobendas et BM Sinfín                      |
| 2018-19                   | BM Nava (es)              | 2 : BM Nava (es) et CB Puerto Sagunto               |
| 2019-20                   | BM Cisne (es)             | 2 : Club Cisne (es) et CB Villa de Aranda           |
| 2020-21                   | BM Torrelavega (es)       | 2 : BM Torrelavega (es) et CB LD Antequera (es)     |
| 2021-22                   | BM Guadalajara            | 2 : BM Guadalajara et Club Cisne (es)               |
| 2022-23                   | BM Puerto Sagunto         | 2 : BM Puerto Sagunto et BM Nava (es)               |
| 2023-24                   | BM Guadalajara            | 2 : BM Guadalajara et CB Villa de Aranda            |

## Titres par clubs
| Rang | Club                       | Titres | Saisons                |
| ---- | -------------------------- | ------ | ---------------------- |
| 1    | Balonmano Alcobendas       | 4      | 2002, 2004, 2008, 2018 |
| 2    | Balonmano Barakaldo        | 3      | 1995, 1998, 2001       |
| -    | Sociedad Deportiva Octavio | 3      | 2003, 2007, 2011       |
| -    | FC Barcelone B             | 3      | 2012, 2013, 2014       |
| 5    | Sociedad Deportiva Teucro  | 2      | 2015, 2017             |
| -    | BM Guadalajara             | 2      | 2022, 2024             |
| 6    | BM Chapela                 | 1      | 1996                   |
| -    | BM Naranco                 | 1      | 1997                   |
| -    | BM Valencia                | 1      | 1999                   |
| -    | BM Altea                   | 1      | 2000                   |
| -    | Algeciras BM               | 1      | 2005                   |
| -    | BM Antequera               | 1      | 2006                   |
| -    | Toledo BM                  | 1      | 2009                   |
| -    | CB Puerto Sagunto          | 1      | 2010                   |
| -    | CD BM Atlético Valladolid  | 1      | 2016                   |